# 茅茨土阶碑
茅茨土阶碑，位于山西省临汾市尧都区尧庙镇伊村村南高崖上，尧帝祠前东侧的亭子内。
茅茨土阶碑上刻“帝尧茅茨土阶”六字，立于明万历三十六年（1608年）。相传此处为帝尧故里，中国文明的摇篮，曾立有“神尧屋碑”。茅茨，是说尧的房屋简陋，生活简朴，茅草盖顶，夯土筑基。
2004年5月，茅茨土阶碑公布为临汾市文物保护单位。2011-2012年，尧帝古居工程完成开放，包括“帝尧故里”石牌坊、尧帝祠、祭农坛等项目。